# Distretto di Suk Samran
Il distretto di Suk Samran (in thailandese: สุขสำราญ) è un distretto (amphoe) della Thailandia, situato nella provincia di Ranong.